# Башано (Фрозиноне)
Башано је насеље у Италији у округу Фрозиноне, региону Лацио.
Према процени из 2011. у насељу је живело 599 становника. Насеље се налази на надморској висини од 290 м.